# Amanecer Solar CAP
Amanecer Solar CAP — фотоэлектрическая станция общей мощностью 100 МВт. Расположена в пустыне Атакама, Чили в 37 километрах от города Копьяпо. Строительство началось в конце 2013, и было завершено в июне 2014 года. На момент завершения строительных работ стала самой мощной фотоэлектрической станцией в Латинской Америке. Стоимость проекта составила 250 миллионов долларов США.
Станция занимает участок площадью 1 квадратный километр. Для производства электричества использует более 310,000 фотоэлектрических модулей. Ожидается, что выработка электроэнергии за первый год эксплуатации составит 270 млн кВт·ч. Сравнимая выработка дизельной электростанции требовала бы 71 миллион литров топлива.